# Semblant
Semblant is een Braziliaanse melodieuze deathmetalband, die in 2006 werd opgericht door zanger Sergio Mazul en toetsenist J. Augusto. De groep maakt momenteel deel uit van de artiestencatalogus van EMP Label Group (het label van Megadeth-lid David Ellefson), die het tweede album van de band, Lunar Manifesto, heruitgebracht heeft, geprezen door de gespecialiseerde criticus.
Tijdens hun vroege jaren trad de band verschillende keren op in Brazilië uitgevoerd met verschillende muzikanten in de line-up, waaronder de eerste zangeres, Katia Shakath, die verantwoordelijk was voor de vocalen op Last Night of Mortality. Shakath werd medio 2010 vervangen door Mizuho Lin. Sindsdien brak Semblant langzaam aan door in de (inter)nationale metalscene en hebben ze plannen gemaakt voor een mogelijke tour door de Verenigde Staten. Ook zullen ze in 2020 een wereldtour gaan doen, waarbij ze ook naar Europa zullen komen.

## Discografie

### Studioalbums
- Last Night of Mortality (2010)
- Lunar Manifesto (2014)
- Obscura (2020)
- Vermilion Eclipse (2022)

### Demo's & ep's
- Behold the Real Semblant (2008)
- Behind the Mask (2011)

### Muziekvideo's
- "Sleepless" (2010)
- "What Lies Ahead" (2015)
- "Dark of the Day" (2015)
- "Incinerate" (2017)
- "Murder of Crows" (2020)
- "Mere Shadow" (2020)
- "Murder of Crows" (2020)
- "Dethrone the Gods, Control the Masters" (2020)
- "Daydream Tragedy" (2021)
- "Purified" (2022)
- "Enrage" (2022)

## Bandleden

### Huidige leden
- Sergio Mazul – zanger
- J. Augusto – toetsenist
- Mizuho Lin – zangeres
- Johann Piper – bass gitarist
- Juliano Ribeiro – gitarist
- Thor Sikora – drummer

### Voormalige leden
- Candido Oliveira - drummer
- Phell Voltollini - drummer (?-2011)
- Roberto Hendrigo - gitarist
- Everson Choma - gitarist (?-2011)
- Mario J. B. Gugisch - bassist (2006-2007)
- Marcio Lucca - drummer (2006)
- Alison "Djesus" de Gaivos - drummer (2006-2008)
- Vinicius Marcel - gitarist (2006)
- Rafael Bacciotti - gitarist (2006-2007)
- Katia Shakath - zangeres (2006-2010)
- Leonardo Rivabem - bassist (2007-2012)
- Rhandu Lopez - drummer (2011-2012)
- Rodrigo Garcia - bassist (2012-2014)
- João Vitor - bassist (2014-?)